# Tom Russell

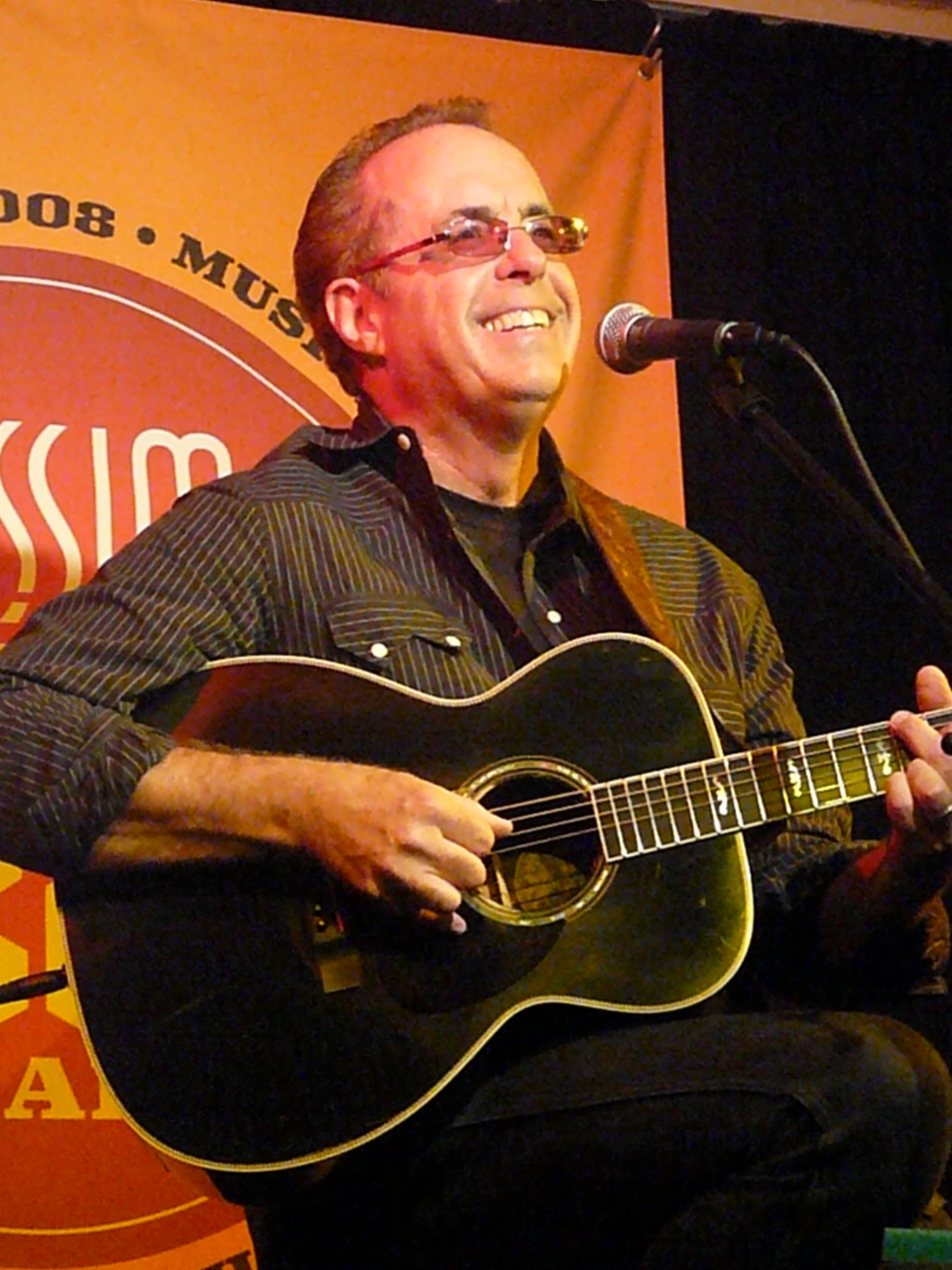
Tom Russell (2008)

Tom Russell (* 5. März 1953 in Los Angeles) ist ein US-amerikanischer Country- und Folk-Sänger sowie Songwriter, der auch hin und wieder schriftstellerisch tätig ist.

## Anfänge
Russell wuchs in Los Angeles auf. Im Radio hörte er sowohl Songs aus der Countryszene in Bakersfield als auch der Folkbewegung, die ihn prägten. Er interessierte sich auch für die Beat-Dichter und Charles Bukowski, mit dem er später einen über 20 Jahre anhaltenden Briefwechsel führte, den er auch in seinem künstlerischen Werk verarbeitete.
Nach einem College-Studium der Kriminologie arbeitete er zwei Jahre als Lehrer in Nigeria. Nach seiner Rückkehr musizierte er zunächst einige Monate in Vancouver, Kanada, bevor er sich 1973 der Country-Szene von Austin, Texas anschloss. Hier schlug er sich mit Gelegenheitsjobs durch. Gemeinsam mit Patricia Hardin veröffentlichte er zwei mäßig erfolgreiche Alben. Anschließend zog er sich für einige Jahre aus dem Musikgeschäft zurück. Unter anderem arbeitete er in dieser Zeit als Taxifahrer in New York, wo er auch seinen damaligen Kollegen und zukünftigen Gitarristen Andrew Hardin kennenlernte. Ein Fahrgast, Robert Hunter, der die meisten Liedtexte der Gruppe Grateful Dead schrieb, überredete ihn eines Tages dazu, einen neuen Anfang zu versuchen.

## Karriere
Seit den 1980er Jahren reiste er mit Andrew Hardin und dem Akkordeon-Virtuosen Fats Kaplin durch Europa. Sie lebten eine Zeit lang in Oslo (Norwegen) und produzierten dort mehrere Alben. Russell schrieb in diesen Jahren zahlreiche Songs, die von bekannten Country-Musikern aufgenommen wurden. Vor allem der Kanadier Ian Tyson griff immer wieder auf sein Material zurück. Zu den bekanntesten Russell-Kompositionen zählen Navajo Rug (geschrieben mit Ian Tyson) und Gallo De Cielo. Er lebte einige Zeit auf Tysons Ranch in Calgary und war Coproduzent zweier Alben von dessen ehemaliger Ehefrau Sylvia Tyson, mit der er auch kurze Zeit liiert war.
Ende der achtziger Jahre stellte er eine eigene Band zusammen, die Tom Russell Band. Es folgten mehrere Konzert-Tourneen durch Nordamerika und Europa. In dieser Zeit begann eine erfolgreiche Zusammenarbeit mit Katy Moffatt, die er bei mehreren Alben als Coproduzent begleitete. Mit Nanci Griffith wurden einige Duette aufgenommen. 2001 erschien das Album Borderland, das sich thematisch mit seiner neuen Heimat El Paso im US-amerikanisch/mexikanischen Grenzgebiet auseinandersetzte. Russell entwickelte ein immer stärkeres Interesse an der Geschichte und Folklore des US-amerikanischen Westens.
Tom Russell hat sich während seiner gesamten musikalischen Laufbahn vom Mainstream Nashviller Prägung distanziert. Seine überwiegend selbst geschriebenen Songs beschäftigen sich mit Themen wie der Geschichte der USA, Immigration, dem Leben der einfachen Arbeiter oder Indianern. Mexikanische Einflüsse auf seine Musik sind unverkennbar. Russells Songs fanden sich nicht in den Hitparaden, mit Ausnahme von "Outbound Plane", das er gemeinsam mit Nanci Griffith verfasst hat, dieses Lied trug Suzy Bogguss in ihrer sehr gelungenen Version auf Platz 9 der Billboard Country Charts. Aber er erhielt immer wieder Auszeichnungen, insbesondere aus Kanada, für seine Qualitäten als Songschreiber. Heute wird er vielfach als bester "Storytelling Songwriter" der USA angesehen und als "der vielleicht beste Roots-Songwriter nach Bob Dylan". Die Folk Music Alliance wählte sein "Who's Gonna Built Your Wall?" zum besten Song des Jahres 2008. Darin prangert Tom Russell die verheerende Politik der Bush-Regierung an, die das Land über jegliche Notwendigkeit hinaus abschottet. Das gilt für die Grenze von Texas zu Mexiko ebenso wie selbst für kanadische Musiker, die nur unter erschwerten Bedingungen eine USA-Tournee unternehmen können.

## Alben
- 1976 – Ring Of Bone (mit Patricia Hardin)
- 1978 – Wax Museum (mit Patricia Hardin)
- 1984 – Heart On A Sleeve
- 1986 – Road To Bayamon
- 1989 – Poor Man's Dream
- 1991 – Hurricane Season
- 1992 – Cowboy Real
- 1993 – Hillbilly Voodoo (mit Barrence Whitfield)
- 1993 – Box Of Visions
- 1994 – Cowboy Mambo (mit Barrence Whitfield)
- 1995 – The Rose Of San Joaquin
- 1997 – The Long Way Around
- 1997 – Song Of The West
- 1999 – The Man From God Knows Where
- 2000 – "All Around These Northern Towns"
- 2001 – Borderland
- 2002 – Museum of Memories 1972-2002
- 2003 – Modern Art
- 2004 – Indians Cowboys Horses Dogs
- 2005 – Hotwalker
- 2005 – Raw Vision (The Tom Russell Band 1984–1994)
- 2006 – Love And Fear
- 2007 – The Wounded Heart Of America (Compilation)
- 2008 – Lost Angels of Lyon – Live 1989 Lyon, France
- 2008 – Veterans Day: The Tom Russell Anthology (Compilation)
- 2009 – One To The Heart, One To The Head (mit Gretchen Peters)
- 2009 – Blood & Candle Smoke
- 2010 – Cowboy'd All To Hell (1992 & 2010)
- 2011 – Mesabi
- 2013 – Aztec Jazz (mit dem Norwegian Wind Ensemble)
- 2013 – Museum of Memories VOL. 2: 1973-2013
- 2014 – Midway to Bayamon: The lost Tapes 1985-1987
- 2014 – The Western Years 2-CD Set
- 2014 – Tonight We Ride – The Tom Russell Cowboy Anthology
- 2015 – The Rose of Roscrae Doppel-CD
- 2017 – Play one more – The songs of Ian & Sylvia
- 2017 – Folk Hotel
- 2019 – October in the Railroad Earth

## DVD
- Hearts On The Line (Dokumentation über eine Zugreise quer durch Kanada mit Special Guests Hot Club Of Cowtown, Kristi Rose and Fats Kaplin und Liveauftritten von Tom Russell und Andrew Hardin in Vancouver und dem Philadelphia Folk Festival etc.) Canyon DVD, 2005

## Bücher
- Tough Company, Black Shark Press 2005